# Ліутфрід I (герцог Ельзасу)
Ліутфрід I (фр. Luitfrid Ier, нім. Liutfrid; бл. 700–742) — 5-й герцог Ельзасу в 723—742 роках.

## Життєпис
Походив з династії Етіхонидів. Старший син Адальберта, герцога Ельзасу, та Герлінди. Народився близько 700 року. Ще за життя батька оголошений спадкоємцем влади. Перша згадка відноситься до 720 року, коли разом з батьком і братом Ебергардом став фундатором абатства Гонау.
723 року після смерті батька став герцогом Ельзасу. Графство Зундгау отримав його брат Ебергард. У безпосередній власності Ліутфріда I були землі на схід від Вогезів, південна долина річки Саар і Бризгау. Остаточно переніс резиденцію до Страсбургу. Продовжив політику попередників стосовно підтримки абатств.
Разом з братами Ебергардом і Мазоном остаточно закріпив за Етіхонидами владу в Ельзасі. 724 року на прохання ельзаського герцога Теодоріх IV надав привілеї абатству Мармутьє. 728 року разом з братом Ебергардом зробив значні пожертви Мурбаському абатству в Вогезах, співзасновниками якого вони стали.
730 року брав участь у поході проти алеманського герцога Теудебальда. Між 732 та 742 роками зробив 7 значних пожертв Вайссенбурзькому монастирю. У 742 році Ельзас було атаковано алеманами під орудою Теудебальда. Ліутфрід I зазнав поразки й загинув разом зі старшим сином Гільдіфрідом, внаслідок чого алеманський герцог володів Ельзасом до 744 року. Після цього герцогство розпалося на графства Нордгау, де першим самостійним графом став Рутард, та Зундгау, де владу здобував Ліутфрід II.

## Родина
Був двічі одруженим — з Гільтрудою й Теутілою, від яких мав синів Гільдіфріда і Ліутфріда II, графа Зундгау. Належність Рутгарда, графа Нордгау (предка Старших Вельфів) до Ліутфріда I нині ставиться під сумнів.